# Митов, Димитр
Димитр Веселинов Митов (болг. Димитър Веселинов Митов; род. 22 января 1997, Козлодуй, Врачанская область) — болгарский футболист, вратарь клуба «Абердин» и национальной сборной Болгарии.

## Карьера

### Начало карьеры
Воспитанник футбольной академии болгарского клуба «Чавдар Этрополе», в котором оказался в возрасте 12 лет и до этого выступая в роли полевого игрока. В 2012 году футболист проходил просмотр в английском клубе «Ноттингем Форест», откуда после перебрался в другой английский клуб «Чарльтон Атлетик». В клубе футболист выступал преимущественно за юношеские и молодёжные составы. В 2015 году на правах арендного соглашения выступал в английском клубе «Кэнви-Айленд», за который провёл матч в Истмийской лиге.

### «Кембридж Юнайтед»
В июне 2017 года футболист перешёл в английский клуб «Кембридж Юнайтед», с которым подписал двухлетнее соглашение. Дебютировал за клуб 8 августа 2017 года в матче Кубка Английской футбольной лиги против клуба «Бристоль Роверс». На протяжении всего сезона футболист был резервным вратарём. Дебютный матч в чемпионате сыграл 24 апреля 2018 года в матче против клуба «Моркам». В своём дебютном сезоне провёл за клуб 7 матчей во всех турнирах.
В мае 2018 года футболист продлил свой контракт с английским клубом до 2021 года. Новый сезон футболист начинал также на скамейке запасных, однако уже с середины января 2019 года закрепил за собой позицию основного вратаря. По итогу чемпионата 2020/21 годов футболист стал серебряным призёром и вместе с клубом вышел в Лигу 1, где затем и провёл ещё 2 сезона. В мае 2023 года футболист покинул английский клуб по истечении контракта.

### «Сент-Джонстон»
В июле 2023 года футболист на правах свободного агента перешёл в шотландский клуб «Сент-Джонстон», с которым подписал двухлетний контракт. Дебютировал за клуб футболист 22 июля 2023 года в матче Кубка шотландской лиги против клуба «Аллоа Атлетик». Свой дебютный матч в чемпионате футболист сыграл 5 августа 2023 года против клуба «Харт оф Мидлотиан».

### «Абердин»
19 июня 2024 года футболист подписал трехлетний контракт с клубом шотландской Премьер-лиги «Абердин».

## Международная карьера
Выступал в болгарских юношеских сборных до 16 и до 17 лет. Со второй в 2013 году выступал в квалификационных матчах юношеского чемпионата Европы. В ноябре 2014 году уже в составе юношеской сборной Болгарии до 19 лет также отправился на квалификационные матчи юношеского чемпионата Европы.
В августе 2023 года футболист получил вызов в национальную сборную Болгарии для участия в отборочном турнире чемпионата Европы. Дебютировал за сборную 7 сентября 2023 года в товарищеском матче против сборной Ирана.